# モトローラ・モビリティ
モトローラ・モビリティ (Motorola Mobility) は、アメリカ合衆国の通信機器開発製造会社である。
旧モトローラ社のモトローラ・ソリューションズとモトローラ・モビリティへの企業分割の結果、誕生した。旧モトローラ株8株に対して、新モトローラ・モビリティ株1株が交換発行された。本社は、旧モトローラ・モーバル・デバイシズのあるシカゴ郊外のイリノイ州リバティビルにおかれている。

## 歴史

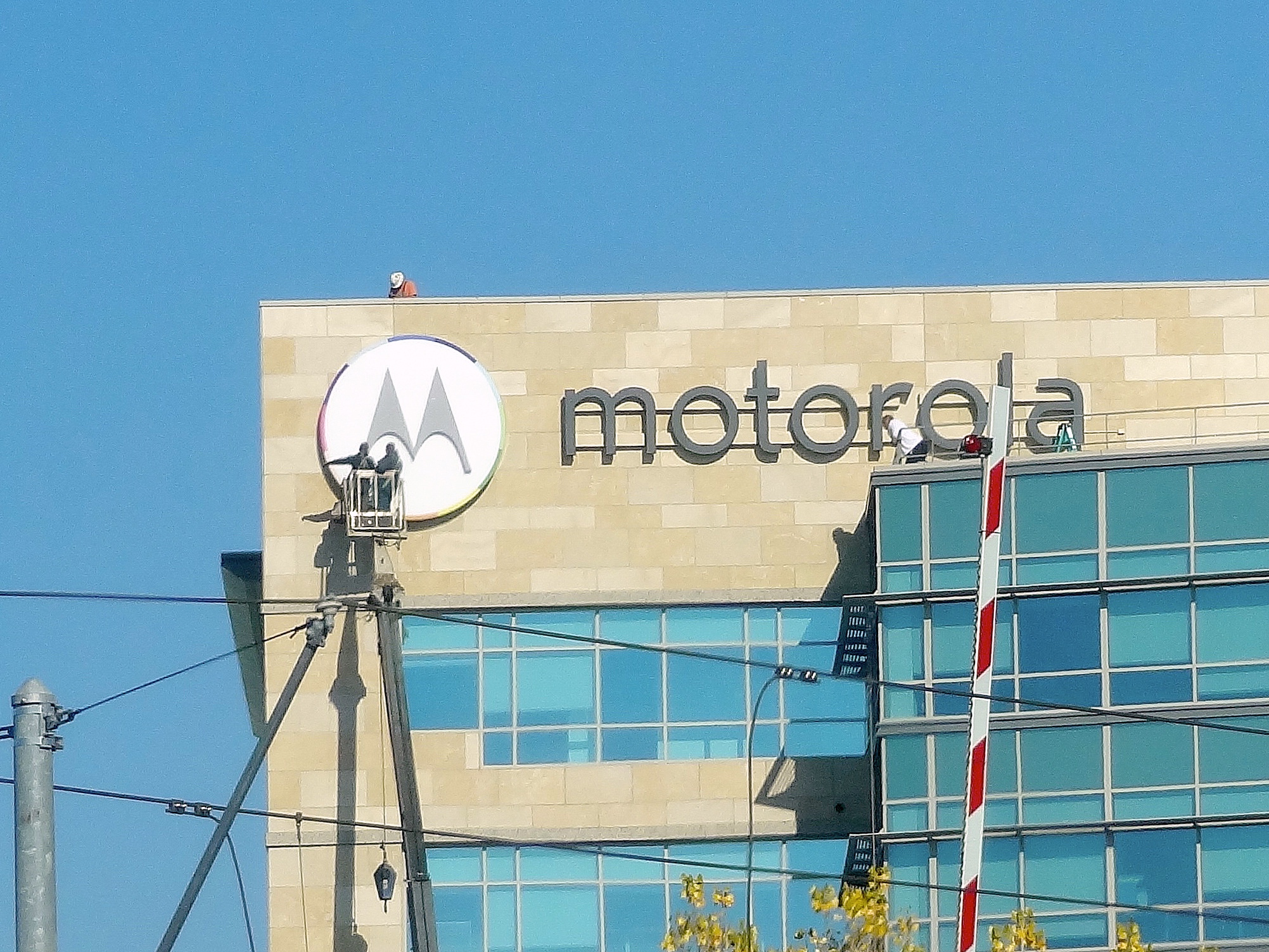
Google は、自社のメインビル近くに新しくMotorola Mobility ロゴを設置した。その7週間後に、Motorola Mobility はLenovo に売却された。

1983年にモトローラのモバイル部門は世界初の商用携帯電話とされるDynaTAC 8000Xを開発し、1989年には当時の日米貿易摩擦により始まった日米協議で北米標準のモトローラ方式（TACS方式）が認められたことでNTTが独占していた日本の移動電話市場にも参入し、MicroTACの大ヒットで1990年に一時はシェアでNTTを上回った。これに対抗してNTTも日本電気や富士通などとmovaを共同開発して世界最軽量最小をめぐる競争を起こした。
1998年にノキアに抜かれるまで、モトローラ携帯電話端末の世界市場占有率は1位だったが、2008年に第1位はノキアで38.6%、2位はサムスン電子で16.2%、モトローラは第4位で8.3%であった。ノキアに抜かれて以後は2位が定位置であったが、Motorola RAZR以降にヒット商品がなく4位に転落した。2007年第4半期以降、携帯電話事業は極度の不振に陥り、2008年3月にモバイル事業の分社化計画を発表。
2010年11月30日に、「2011年1月4日に2社の独立した株式公開企業に分割する予定である」と発表。同社の取締役会によって承認された内容は、"モトローラ" から携帯電話とセットトップボックス事業を行う "モトローラ・モビリティ・ホールディングス" を分社化した上で、エンタープライズおよびネットワーク事業製品を継続して担当する "モトローラ" は社名を "モトローラ・ソリューションズ" に改めるものであった。
ガートナーによる2010年の世界携帯電話販売推計では、Appleとリサーチ・イン・モーションの躍進にともない、モトローラの販売台数は約3855万台で、市場占有率は2.4%であった。
2011年1月4日にモトローラ・モビリティは設立され、最高経営責任者 (CEO) にはこれまでも共同CEOとしてモトローラを統括してきたSanjay Jhaが就任し、"モトローラ・ソリューションズ" のCEOにはGreg Brownが就任した。ニューヨーク証券取引所での銘柄コードは、"Motorola Solutions" は "MSI" となり、"Motorola Mobility Holdings" は "MMI" となった。
2011年8月15日にGoogleは、この会社を125億米ドルで買収することで合意したと発表した。
2012年5月22日に買収完了を発表してデニース・ウッドサイドがCEOに就任した。
2012年12月19日にGoogleは、セットトップボックス(STB) 事業をアリス・グループに23億5000万米ドルで売却したことを発表。
2014年1月29日にGoogleは、特許の大半はGoogleが保有して、中国のパソコン大手レノボ・グループに29億1000万米ドルで売却することで合意したと発表。
2014年10月30日にレノボによる買収が完了して完全に子会社となった。モトローラの本社やブランド名を引き継ぎ、レノボのモバイル部門長のLiu Junが会長に就任した。
2015年8月にレノボは、携帯電話部門をモトローラに統合を表明し、2016年11月に携帯電話端末をモトローラのブランドに一本化することを発表した。
2019年4月3日にモトローラと提携しているベライゾン・コミュニケーションズが、世界初の携帯電話向け5Gサービスを開始し、開始時点で同サービスの対象機種はベライゾンが独占販売する5Gモジュール「5G Moto Mod」を追加した「Moto Z3」に限定された。

## 製品

### スマートフォン
Motorola RAZR / Droid RAZR
Droid X
Droid Bionic
Droid Turbo
Atrix
Motorola Moto
- Moto X
- Moto G
- Moto E
- Moto C
- Moto Z
- Motorola One

Nexus 6

### タブレット
Motorola Xoom

### スマートウォッチ
Moto 360